# Thomas Laurent Madeleine Duverne de Presle
Pour les articles homonymes, voir Duverne et Presle.
Thomas Laurent Madeleine Duverne du Presle, né le 21 juin 1763 à Giverdy et mort le 13 décembre 1844 à Maubranches (Cher), est un militaire français.

## Biographie
Thomas Laurent Duverne de Presle est le troisième fils de Laurent Duverne de Presle, seigneur de Giverdy, et Françoise Catherine Millot: il a une sœur religieuse au prieuré des Bénédictines de la Fermeté.
Il devient élève à l'École militaire de La Flèche en 1777, puis sert dans la Marine, se bat en Amérique et y acquiert des sympathies pour les idées révolutionnaires.
Sous la Révolution, il est lieutenant de vaisseau de première classe en 1790, il est victime avec sa famille des persécutions contre les nobles du Nivernais et doit émigrer en 1791 vers la Suisse et l'Allemagne. En désaccord avec l'esprit des autres émigrés, il revient en France, repart en Angleterre, revient à la promulgation de la loi contre les émigrés du 26 octobre 1792, ce qui ne l'empêche pas d'être expulsé de Paris, le 11 novembre 1792. C'est alors qu'il semble s'être mis au service de la lutte contre-révolutionnaire.
Il aurait servi d'intermédiaire dès 1794 entre le comte de Provence (futur Louis XVIII), François de Charette, les Vendéens et les chouans de Bretagne. Après l'échec du débarquement des émigrés à Quiberon en juillet 1795, il écrit à Louis XVIII pour lui suggérer de cesser de faire massacrer ses partisans dans les insurrections et d'agir davantage sur les plans politiques et électoral. À la fin de 1795, il prend contact avec l'abbé Charles Brottier et Charles Honoré Berthelot La Villeheurnois et organise tout un réseau royaliste, l'Agence royaliste de Paris.
Il rencontre le futur Louis XVIII à Zurich en avril 1796, le comte d'Artois (futur Charles X) à Londres en octobre et les met au courant des progrès de la cause royaliste. En effet, les élections aux conseils du Directoire amènent en 1796 bon nombre d'élus favorables à une restauration de la monarchie. Mais les conjurés sont trahis par un agent double et arrêtés, le 30 juin 1797. Condamné à mort, Thomas Laurent Duverne de Presle voit sa peine de mort commuée en dix ans de fer (bagne). Alors que les autres conspirateurs sont envoyés en Guyane, Thomas Laurent Duverne de Presle bénéficie d'une étrange mansuétude, sans doute liée aux détails livrés sur les réseaux royalistes dans ses déclarations au Directoire. On l'embarque en effet, le 21 mars 1798, avec un passeport suisse, sur un navire américain qui le conduit vraisemblablement aux États-Unis.
Il est également journaliste au Journal général de l'abbé de Fontenai.
Il venait d'en revenir[D'où ?] et de reprendre contact avec le comte d'Artois à Londres, lorsque la police de Napoléon Bonaparte l'arrête à Paris, le 6 octobre 1803. Il proteste de son dévouement au régime et obtient sa libération. On n'entend désormais plus parler de lui.
À son retour en France, sous la Restauration, Louis XVIII lui fait verser une retraite de capitaine de frégate, il meurt le 13 décembre 1844 à Maubranches.